# Barlaam z Kalabrii
Barlaam z Kalabrii również Barlaam z Seminary (ur. ok. 1290 roku w Seminarze w Kalabrii, zm. ok. 1350 roku w Gerace) – mnich italogrecki, teolog, przeciwnik hezychazmu, od 1342 biskup Gerace.

## Życiorys

### Wczesne lata
Barlaam urodził się ok. 1290 roku w Seminarze w Kalabrii. Wychował się w jednym z bizantyńskich klasztorów we Włoszech, gdzie otrzymał staranne wykształcenie teologiczne i humanistyczne. Od około 1326 roku był nauczycielem w Konstantynopolu, a następnie igumenem w klasztorze Zbawiciela oraz profesorem na cesarskim uniwersytecie. Sławna była jego publiczna dysputa w pałacu wielkiego domestyka z Niceforem Gregorasem na tematy związane z filozofią i naukami przyrodniczymi. Audytorium uznało za zwycięzcę wszechstronnie wykształconego Gregorasa. Racjonalistyczna, przesycona arystotelizmem, logika Barlaama nie znalazła uznania wśród słuchaczy. W 1334 roku z polecenia cesarza Andronika III wziął udział w dyspucie z biskupami dominikańskimi, legatami papieża Jana XXII na temat prymatu papieża i pochodzenia Ducha Świętego. W tym też okresie pomiędzy 1334 a 1337 rokiem zaangażował się w polemikę przeciw narastającemu ruchowi hezychastycznemu.

### Polemika z hezychastami
Pod wpływem Grzegorza Synaity, ascety i mistyka wędrującego w latach 30. XIV wieku po ziemiach Cesarstwa, w klasztorach bizantyńskich, a zwłaszcza na Atosie rozpowszechniła się doktryna ascetyczna, której celem było ujrzenie światłości boskiej, do czego miała doprowadzić specjalna praktyka. Przebywający w odosobnieniu mnisi mieli powtarzać tzw. Modlitwę Jezusową (Panie Jezu Chryste, Synu Boży, zmiłuj się nade mną grzesznikiem), wstrzymując za każdym razem, podczas odmawiania formuły, oddech. W pewnym momencie, jak twierdzili, modlącego się ogarniało uczucie niewypowiedzianej błogości i opromieniała niewysłowiona światłość, którą apostołowie ujrzeli na Górze Tabor.
Barlaam początkowo zaatakował metodę ascetyczną mnichów atońskich, z powodu skupienia uwagi podczas medytacji na pępku, nazywał ich omfalopsychoi („ludzie o duszach w pępku”). Kiedy jednak w obronie metody ascetycznej praktykowanej przez hezychastów wystąpił Grzegorz Palamas, spór skupił się wokół filozoficzno-teologicznych założeń doktryny. Barlaam zaprzeczał możliwości widzenia światła Taboru. Twierdził, że światłość ta ponieważ nie była Bogiem nie mogła być wieczna, lecz jak każde stworzenie Boga doczesna. Gdyby przyjąć, że była wieczysta, wtedy sama musiałaby być bóstwem wiecznym i niezmiennym, ale ponieważ Bóg jest niewidzialny, nie można by jej wtedy zobaczyć.
Palamas przeciwstawił Barlaamowi rozróżnienie pomiędzy istotą Boga (ousia – οὐσία), a energiami boskimi (energeiai – ἐνέργειαι lub dynameis – δυνάμεις), które nie zostały stworzone przez Boga, a które wyrażają Jego nieskończone działanie, oddziałują na świat i objawiają się ludziom. Gdyby Bóg nie działał nie istniałoby powiązanie pomiędzy transcendentnym bóstwem a immanentnym światem. Rodzaj ludzki dzięki energiom boskim może poznawać Boga i obcować z Nim. Teologia Palamasa wywodzi się z apofatycznej teologii bizantyńskiej, która głosi, że żaden system logiczny nie pozwala pojąć Boga, mimo że może On zostać oglądany w osobistym doświadczeniu.

### Dalsze losy
W 1339 roku z polecenia cesarza Barlaam udał się do Awinionu do papieża Benedykta XII. Celem poselstwa były rozmowy w sprawie nowej wyprawy krzyżowej przeciw Turkom oraz unii między Kościołami Wschodnim i Zachodnim. W czasie pobytu w Awinionie zapoznał się bliżej z teologią katolicką. Zwołany przez cesarza w Konstantynopolu sobór na sesji w dniu 10 czerwca 1341 potępił Barlaama za wystąpienia przeciw hezychastom, zobowiązał do ich publicznego odwołania i zaprzestania polemik. Sześć dni później cesarz umarł i sytuacja ponownie uległa zmianie. Do władzy w stolicy doszło stronnictwo cesarzowej Anny, a jednocześnie patriarcha Konstantynopola Jan XIV Kalekas, zdeklarowany przeciwnik Palamasa, zdecydowanie wystąpił przeciw niemu. Palamas znalazł się w więzieniu, a jego obrońca megadomestyk Jan Kantakuzen został wypędzony z Konstantynopola.
W latach 1341–1342 przebywał w Kalabrii i w Awinionie. Pod wpływem Petrarki, z którym się przyjaźnił, przeszedł na katolicyzm. Papież Klemens VI konsekrował go w 1342 roku na biskupa obrządku bizantyńskiego w Gerace. W 1346 roku posłował do cesarzowej Anny w sprawie unii Kościołów. W 1346 roku sytuacja polityczna Bizancjum po raz kolejny uległa zmianie. Na początku 1347 roku Jan Kalekas został złożony ze stolicy patriarszej, a Grzegorz Palamas wypuszczony z więzienia. W maju 1347 roku Jan Kantakuzen koronował się w Konstantynopolu na cesarza. Misja Barlaama nie przyniosła skutku. W 1347 roku został ponownie potępiony jako heretyk. Zmarł w 1350 roku. W 1351 roku sobór zebrany w Blachernach uroczyście uznał hezychazm za doktrynę ortodoksyjną i obłożył ekskomuniką głównych przeciwników hezychazmu: Barlaama i Akyndyna.

## Twórczość
Barlaam napisał 21 traktatów przeciw łacinnikom (18 o pochodzeniu Ducha Świętego i 3 o prymacie) z czego wydano dotąd 1 o prymacie. Większość pism Barlaama przeciw hezychastom zaginęła wskutek nakazu zniszczenia ich wydanym przez sobór z 1341 roku, między innymi zniszczony został Kata Massalianon. Większa część zachowanych pism nie została dotąd wydana. Katolickie rozprawy i listy Barlaama zostały wydane w języku łacińskim: PG 151, 1255–1342, listy wydał G. Schirὸ pod tytułem Testi e monumenti (Palermo, 1954). Barlaam jest również autorem pism z zakresu astronomii (o terminach zaćmień), arytmetyki, logiki, dialektyki, muzyki i akustyki oraz autorem komentarza do II księgi Euklidesa.
Twórczość Barlaama na ogół negatywnie oceniano zarówno w Kościele Wschodnim jak i Zachodnim. Dążenie do zjednoczenia obydwu Kościołów opierał na przekonaniu, że różnice doktrynalne między Wschodem a Zachodem są nie do rozwiązania dlatego nie powinny być przyczyną podziału. W swoich polemikach uciekał częściej do rozumowania filozoficznego niż do autorytetu Ojców Kościoła.
Poprzez swe kontakty z Petrarką, którego nauczył greki, i Boccacciem istotnie wpłynął na rozwój kultury we Włoszech.